# Hospital universitario rey Abdalá
El Hospital universitario rey Abdalá (en árabe: مستشفى الملك عبد الله الجامعي) es un hospital cerca de Ar Ramtha, en Jordania. Es la estructura médica más grande en el norte del país, al servicio de aproximadamente un millón de habitantes de las gobernaciones de Irbid, Ajloun, Jerash y Mafraq. Es también un hospital universitario afiliado a la Universidad de Jordania de Ciencia y Tecnología (JUST), que se encuentra dentro del campus junto al complejo de Facultades de Medicina de la universidad. El hospital cuenta con personal médico a tiempo completo y los cirujanos son profesores y miembros de la Facultad de Medicina, además de muchos otros que vienen de la Secretaría de Salud y los Servicios Médicos Reales (RMS).